# Pułk Milicji Konnej Inowrocławskiej płk. Franciszka Garczyńskiego
Pułk Milicji Konnej Inowrocławskiej – polski oddział kawalerii wchodzący w skład wojsk powstańczych okresu insurekcji kościuszkowskiej.

## Formowanie
Pułk sformowany został we wrześniu 1794 na terenie województwa inowrocławskiego przez płk. Franciszka Garczyńskiego. Pod koniec miesiąca pułk liczył 500 konnych zorganizowanych w pięć szwadronów. Po zorganizowaniu pułk przegrupował się do obozu pod Słupcą. 

## Żołnierze pułku
Organizatorem i dowódcą pułku był płk Franciszek Garczyński. W pułku służył też ppłk Piotr Twardowski. 